# Karolingisk renæssance
Den Karolingiske renæssance betegner den strømning af intellektuel og kulturel genfødsel af romersk kultur, der fandt sted i Vesteuropa i slutningen af 8. århundrede og begyndelsen af 9. århundrede. Højdepunktet af strømningen var i Frankerriget under Karl den Stores og Ludvig den Frommes regering. Denne periode var præget af en opblomstring inden for litteraturen, kunsten, arkitektur, jura og teologiske studier. Middelalderlatin blev også udviklet på dette tidspunkt sammen med den karolingiske minuskel, som tilsammen skabte et fælleseuropæisk skriftligt og sprogligt grundlag for kommunikation på tværs af næsten hele kontinentet.
Brugen af ordet renæssance til at beskrive en udvikling i tidlig middelalder er ikke accepteret af alle middelalderhistorikere. Det væsentligste er, at størsteparten af udviklingen inden for de nævnte områder udelukkende påvirkede en meget lille gruppe; nemlig de gejstlige, og at denne periode helt manglede de meget omfattende sociale forandringer, som prægede den senere italienske renæssance. Kritikere har derfor, frem for en ny kulturel bevægelse, betegnet denne renæssance som et forsøg på at genopvække kulturen i Romerriget. Det er dog værd at notere, at det samme overvejende gør sig gældende i senmiddelalderens renæssance, der først og fremmest var en klassisk opblomstring i de mere veluddannede kredse.

## Karolingisk kunst
Selvom karolingisk kunst kun blomstrede i århundredet mellem år 800 og 900, var det en indflydelsesrig stilperiode. Den bragte for alvor den antikke middelhavskunst til Nordeuropa og lagde grunden for romanske kunst, som havde afgørende betydning for europæisk kunst i århundrederne, der fulgte.[kilde mangler] Et af de stilelementer, der blev genoptaget, var akantusstilen. Den har sin oprindelse i antik græsk kunst, hvor den bl.a. blev benyttet som dekoration på korintiske søjler. Denne stil er et væsentligt element i karolingiske renæssance, da det repræsenterer en bevidst restaurering af romersk kunst og kultur, gennem nyopførelse af fx bygninger i romersk stil.